# Patrick Swayze
Patrick Wayne Swayze (Houston, 18 d'agost de 1952 - Los Angeles, 14 de setembre de 2009) fou un actor, ballarí, cantant, compositor i productor de televisió estatunidenc.

## Biografia

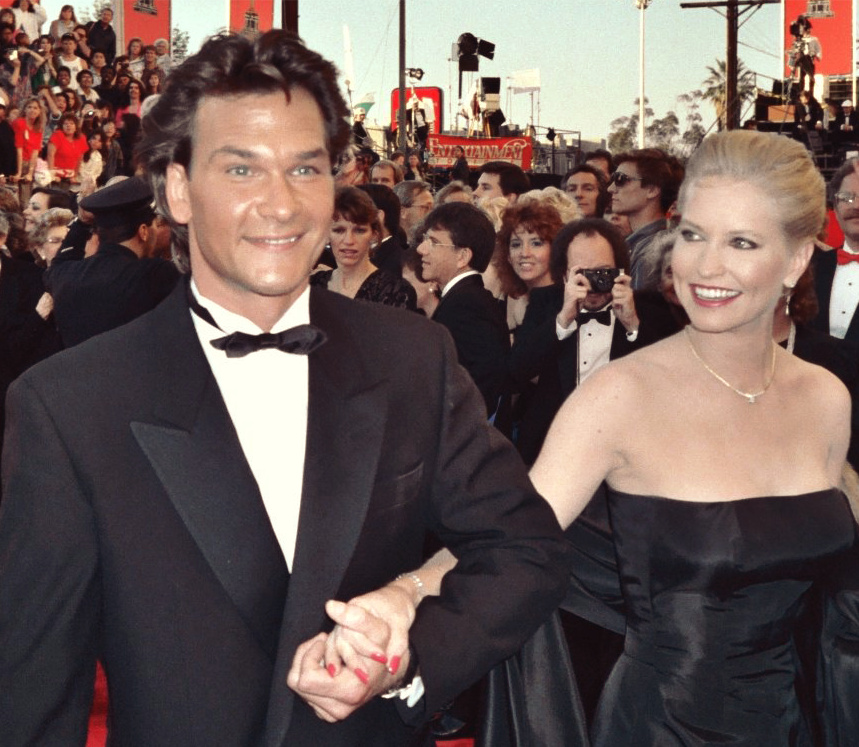
Patrick Swayze amb la seva esposa Lisa Niemi en la catifa vermella durant el lliurament dels premis Oscar, el 29 de març de 1989.

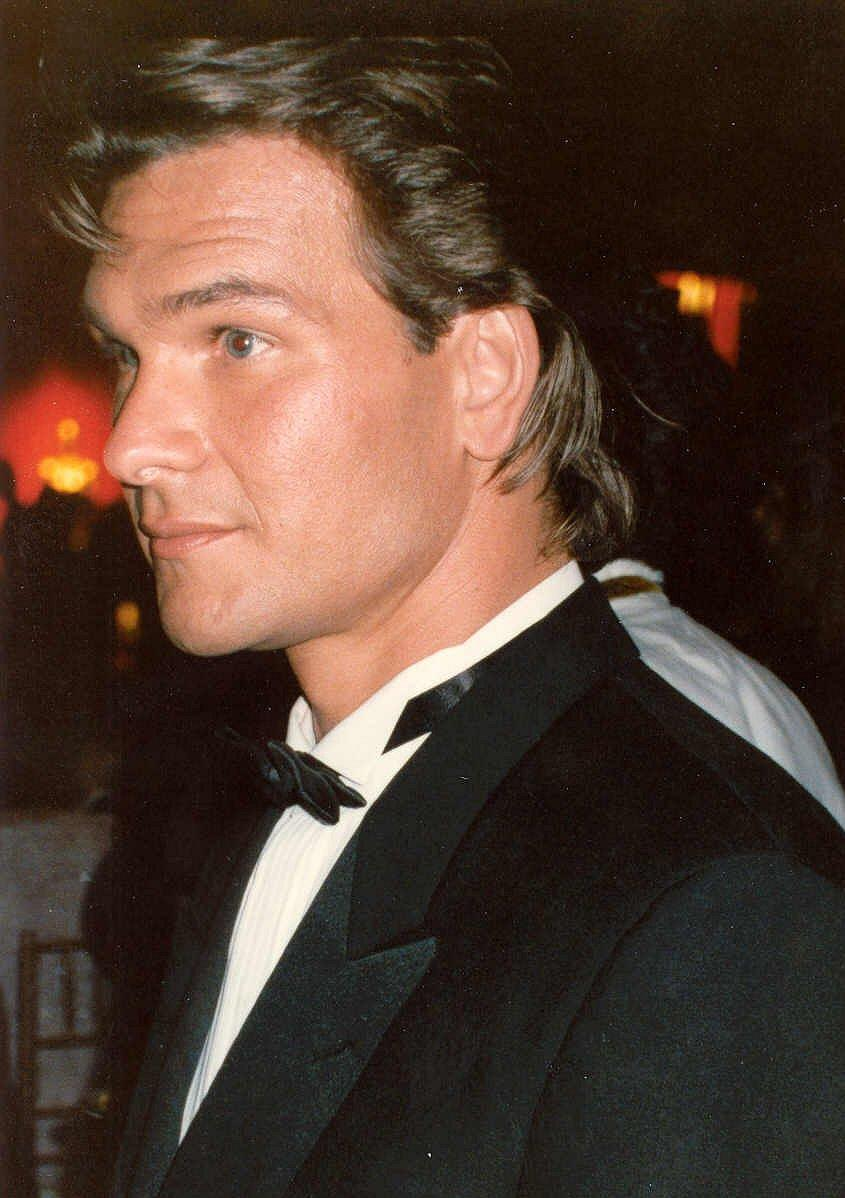
Patrick Swayze en el 61 lliurament dels premis Oscar (1989).

Va néixer el 18 d'agost de 1952 a Houston (EUA) de la relació entre Jesse Swayze i de la coreògrafa Patsy Swayze, de qui heretà el seu amor per la dansa. Des de ben jove destacà per les seves aptituds físiques i la seva admiració per les arts escèniques. A l'institut va destacar per les seves qualitats atlètiques més que pel seu rendiment acadèmic. Va guanyar diversos premis en atletisme i futbol americà. Malgrat això, va haver d'abandonar la seva carrera esportiva per problemes als genolls, decantant-se aleshores cap al ballet. Estudià a l'escola Harkness Ballet School i a la Joffrey Ballet School, professionalitzant-se com a ballarí. És germà del també actor Don Swayze.

### Inicis
Després de representar com ballarí diverses obres musicals en el teatre, entre elles Grease, decideix donar el salt a la pantalla gran. A finals dels anys 1970 participa en el telefilm La febre del patí (1979). Posteriorment, és seleccionat per Francis Ford Coppola per completar el repartiment de Rebels (1983), juntament amb Matt Dillon, Rob Lowe, C. Thomas Howell, Tom Cruise, entre d'altres. Aquell any (1983) morí el seu pare. També aparegué com extra a la pista de ball en el film Stayin' Alive (La febre continua), dirigida per Sylvester Stallone.
Aquell mateix any, 1983, també va treballar en Valor extraordinari (Uncommon Valor), junt amb Gene Hackman i Fred Ward dirigit per Ted Kotcheff. El seu paper serà el d'un veterà del Vietnam que ajuda al seu antic coronel a rescatar al seu fill. El 1984 participà a Aurora roja (Red Dawn) amb C. Thomas Howell i Charlie Sheen. Direcció de John Millius.
El 1985 actua a la sèrie de TV Nord i Sud, un best seller de John Jakes. També hi actuen Lesley-Anne Down, James Read, Kirstie Alley i David Carradine. El 1986, participa a Youngblood amb Rob Lowe.

### Èxits
El 1986 torna a la televisió per participar en la segona part de Nord i Sud. També actuarà en la pel·lícula de ciència-ficció El guerrer de l'alba, amb la seva esposa Lisa Niemi i Arnold Vosloo.
L'any 1987, representa per a ell l'èxit professional. Es farà mundialment famós per Dirty dancing amb l'actriu Jennifer Grey. La cançó de la pel·lícula She's like the wind està composta i cantada per ell i va ser número dos durant setmanes a la llista dels singles dels Estats Units. També participà en un dels capítols dels Amazing Stories de Steven Spielberg.
Entre 1988 i 1989 gràcies a la fama que li donà Dirty Dancing fou un actor molt cotitzat i feu moltes campanyes de publicitat. Protagonitzarà Amb la seva pròpia llei i De professió, dur. L'any 1990 aconseguirà un altre èxit mundial: Ghost, dirigida per Jerry Zucker i protagonitzada també per Demi Moore i Whoopi Goldberg. El 1992 va protagonitzar La ciutat de l'alegria.

### Malaltia i mort
A Patrick Swayze li fou diagnosticat un càncer pancreàtic el gener de 2008. El seu últim treball va ser un paper protagonista en la sèrie The Beast, que s'estrenà el gener de 2009 i que no es trobà en condicions de promocionar. Després de vint mesos de lluitar contra la malaltia, Swayze va morir el 14 de setembre de 2009 a l'edat de 57 anys.

## Filmografia
Les seves pel·lícules més destacades són:
| Any  | Pel·lícula o sèrie                               |
| ---- | ------------------------------------------------ |
| 1968 | Las Vegas 500 millones                           |
| 1979 | Skatetown USA                                    |
| 1980 | The comeback kid                                 |
| 1981 | Return of the rebels                             |
| 1982 | Els renegats                                     |
| 1983 | Més enllà del valor                              |
| 1983 | Rebels                                           |
| 1984 | Aurora roja                                      |
| 1984 | Grandview, USA                                   |
| 1985 | Nord i Sud (miniserie)                           |
| 1986 | Youngblood                                       |
| 1987 | Dirty Dancing                                    |
| 1987 | El guerrer de l'alba                             |
| 1988 | Tiger, L'última oportunitat                      |
| 1989 | Amb la seva pròpia llei                          |
| 1989 | Road House                                       |
| 1990 | Ghost                                            |
| 1991 | Li diuen Bodhi (Point Break)                     |
| 1992 | La ciutat de l'alegria                           |
| 1993 | Enemic públic núm.1...el meu pare                |
| 1995 | El mite de Pecos Bill                            |
| 1995 | Tres desitjos (Three Wishes)                     |
| 1995 | To Wong Foo, Thanks for Everything! Julie Newmar |
| 1995 | Reines o reis                                    |
| 1998 | Cartes d'un assassí                              |
| 1998 | Alt risc (Black Dog)                             |
| 2000 | Forever Lulu                                     |
| 2001 | Donnie Darko                                     |
| 2001 | Green dragon                                     |
| 2002 | Waking up in Ren                                 |
| 2003 | One last dance                                   |
| 2003 | 11:14                                            |
| 2004 | Dirty Dancing 2                                  |
| 2004 | George and the dragon                            |
| 2004 | Les Mines del Rei Salomón (minisèrie)            |
| 2005 | Secrets de família                               |
| 2005 | Icon                                             |
| 2006 | Tod i Toby 2 (veu)                               |
| 2007 | Mort i càstig                                    |
| 2007 | Nadal al país de les meravelles                  |
| 2008 | Powder blue                                      |
| 2009 | La Bèstia (The Beast) (sèrie)                    |

## Premis

### Globus d'Or
| Any  | Categoria                                   | Pel·lícula    | Resultat |
| ---- | ------------------------------------------- | ------------- | -------- |
| 1995 | Globus d'Or al millor actor musical o còmic | A Wong Foo    | Candidat |
| 1991 | Globus d'Or al millor actor musical o còmic | Ghost         | Candidat |
| 1987 | Globus d'Or al millor actor musical o còmic | Dirty Dancing | Candidat |

## Reconeixements
| Precedit per | Guanyador del Premi L'Home Viu Més Sexy | Seguit per |
| ------------ | --------------------------------------- | ---------- |
| Tom Cruise   | 1991                                    | Nick Nolte |